# Швидкубінг

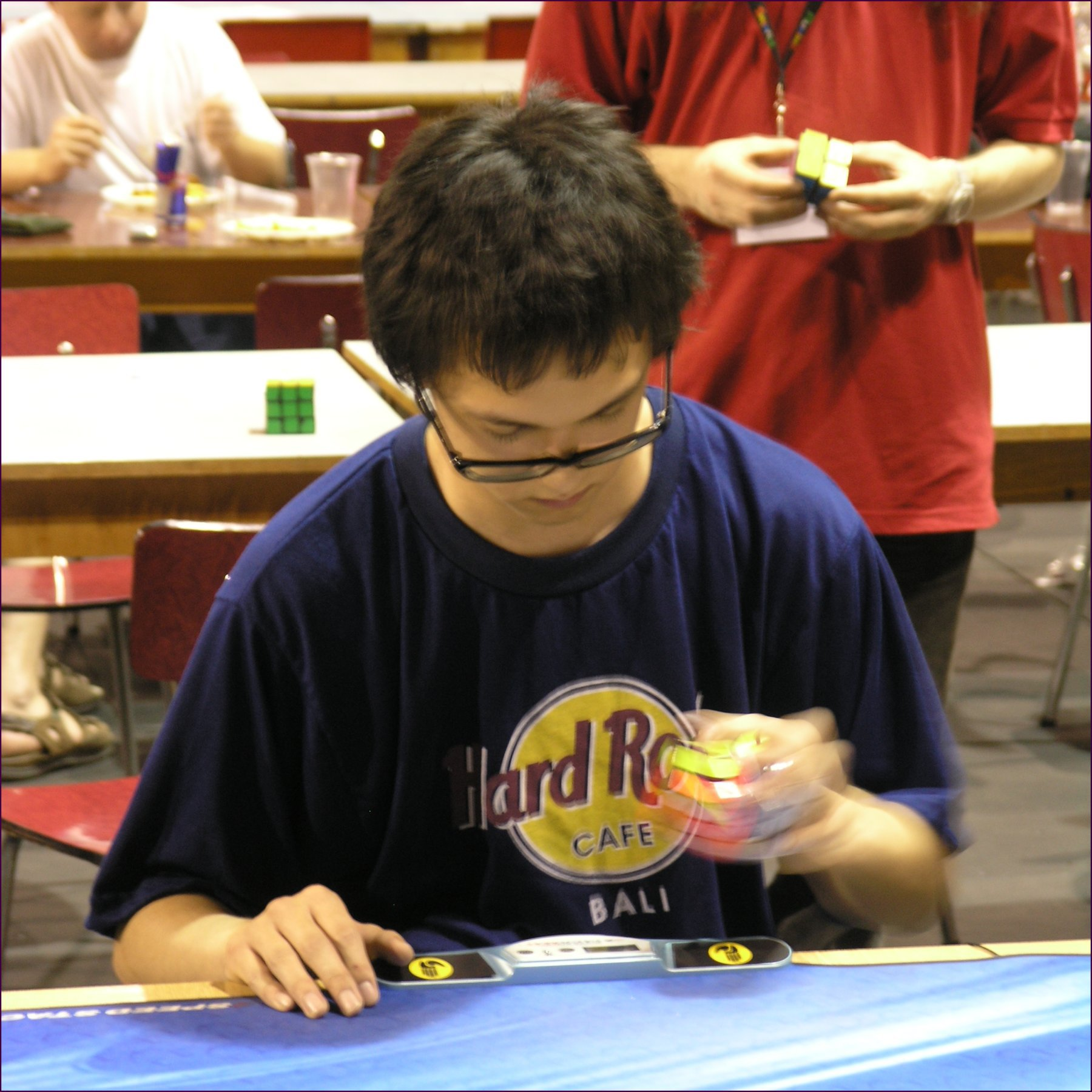
Змаганні зі швидкубінгу, збирання кубика Рубіка однією рукою

«Швидкубінг» (іноді Спідкубінг; англ. Speedcubing) — це діяльність, заняття людей, що спрямовані на якомога швидше збирання Кубик Рубіка. Швидкубінг відрізняється від звичайного складання кубика Рубіка тим, що в швидкубингу головною метою є мінімальне витрачення часу на збирання куба. Основними кубами в змаганнях виступають 2x2x2 (Кишеньковий куб), 3x3x3, 4x4x4 (Помста Рубіка), 5x5x5 (Professor's Cube), 6x6x6 (V-Cube 6), і 7x7x7 (V-Cube 7), але можливі й інші варіанти.

## Історія швидкубінгу

Кубик Рубіка

Сама головоломка була винайдена в 1974 і запатентована в 1975 році Ерно Рубіком, угорським скульптором і архітектором, що пізніше став першим офіційним соціалістичним мільйонером. З появою головоломки виникла нова дисципліна, в якій любителі кубика і почали демонструвати дива швидкості рук та інтелекту.
Перший офіційний чемпіонат світу по швидкісній збірці пройшов в 1982 році в Будапешті. Найкращий час — 22,95 секунд тоді показав 16-річний студент з Лос-Анджелеса Мінх Тхай. Потім чемпіонати через втрату популярності кубика багато років не проводилися і поновилися лише в цьому столітті. Люди покращували рекорд за рекордом, нестримно наближаючись до фантастичних відміток в 10, 9 і 8 секунд.

## Швидкісне розв'язання

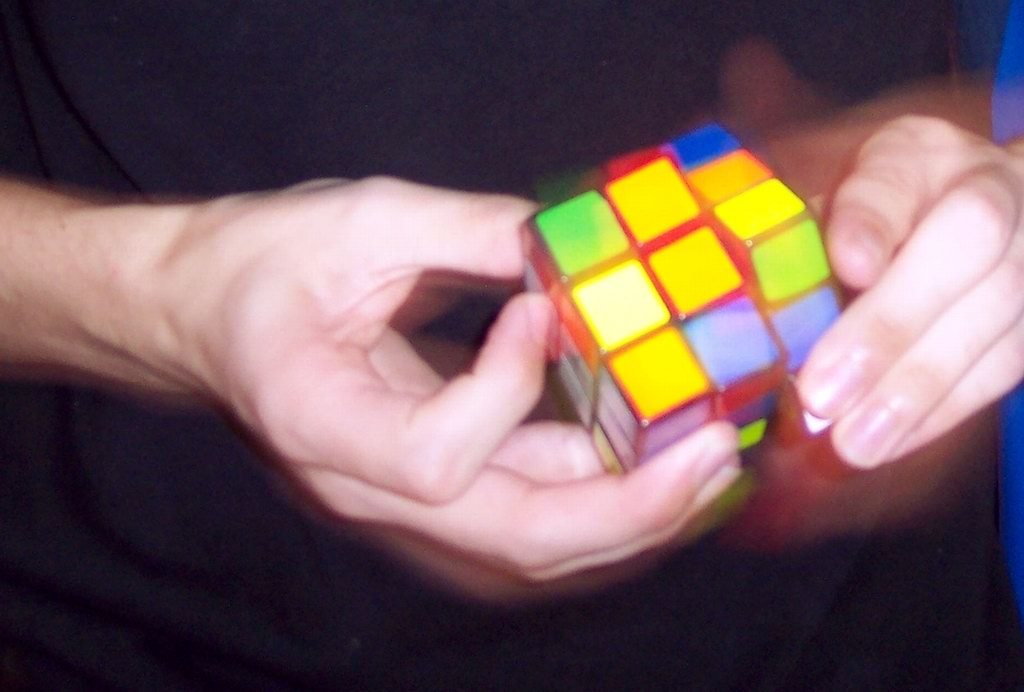

На сучасному етапі швидкубінг набирає все більших і більших обертів. Демонструються приголомшливі результати в збірці кубів.
На цей момент світовий рекорд по збиранню 3х3х3 належить Max Park (США) і становить 3,13 сек. Рекорд був поставлений на чемпіонаті Pride in Long Beach 2023. Історію рекордів веде Асоціація World Cube Association (WCA).
Офіційні змагання в наш час[коли?] проводяться в таких категоріях:
| Категорія                      | Тип Кубика                               |
| ------------------------------ | ---------------------------------------- |
| швидкісне розв'язання          | 2×2×2, 3×3×3, 4×4×4, 5×5×5, 6×6×6, 7×7×7 |
| розв'язання однією рукою       | 3×3×3                                    |
| розв'язання наосліп            | 3×3×3, 4×4×4, 5×5×5                      |
| розв'язання ногами             | 3×3×3                                    |
| Розв'язання на кількість рухів | 3×3×3                                    |

## Сучасний розвиток швидкубінгу

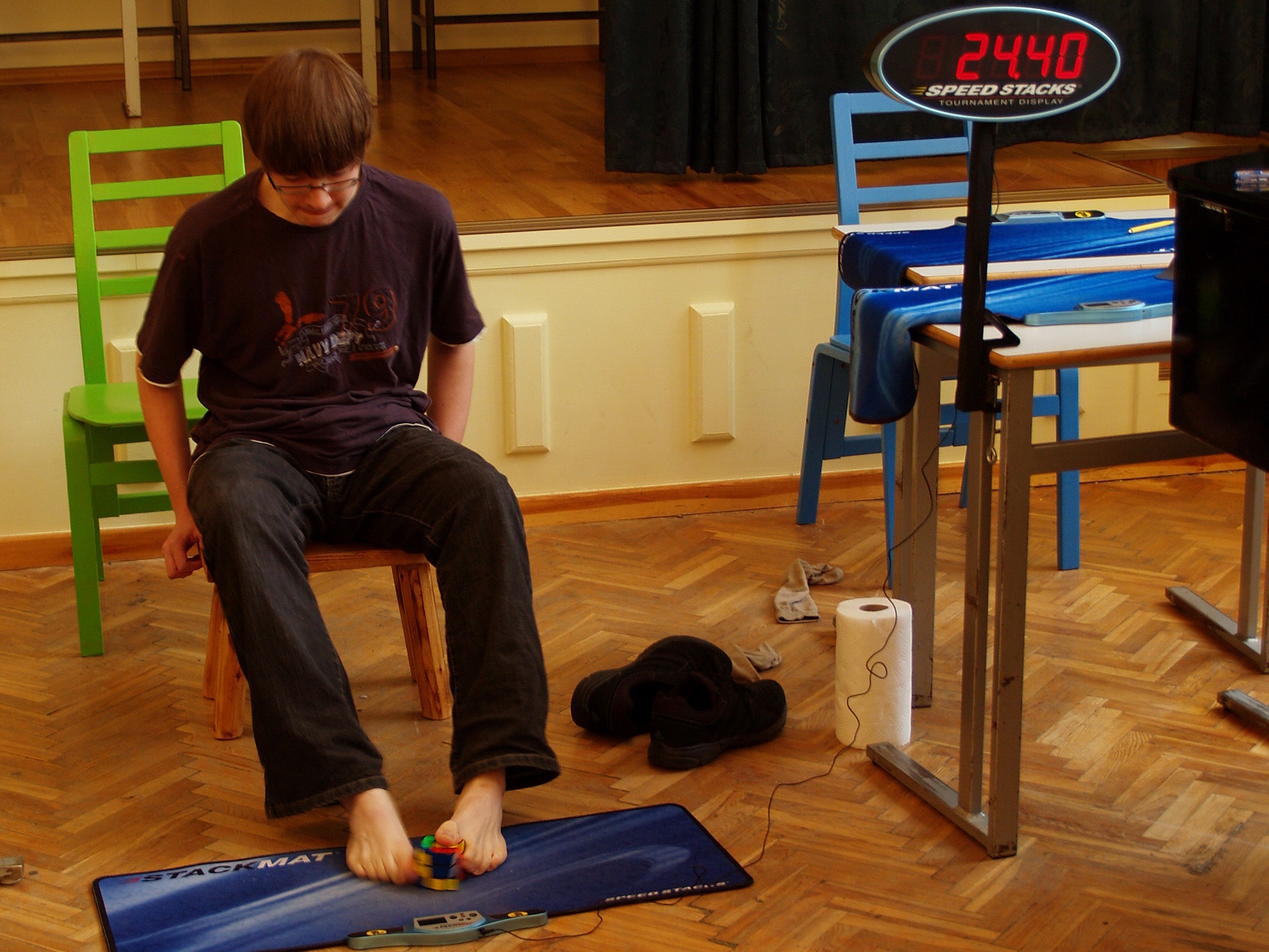
Збирання кубика ногами

Сьогодні, окрім стандартної збірки придумали безліч додаткових неординарних номінацій для залучення уваги людей.
Рекорди фіксуються в таких номінаціях:
- розв'язання в одній спробі
- середній результат збірки з п'яти спроб
- розв'язання однією рукою
- розв'язання ногами
- розв'язання по відображенню в дзеркалі
- розв'язання із закритими очима
- командне розв'язання: один із закритими очима, інший керує
- розв'язання під водою на затримці дихання
- розв'язання після 10 келихів пива
- та інші, ще більш неординарні.

## Швидкубінг в Україні
В Україні швидкубінг почав розвиватися у 2008 році. Сайт та форум швидкуберів знаходяться у розділі «Посилання». Перший Відкритий чемпіонат України зі складання кубика Рубіка на швидкість відбувся 28-30 серпня 2008 року, перемогу здобув Макс Крутов, у двох спробах показав час 56,92 секунди. Перша зустріч куберів була 5 квітня 2009 року, переміг Роман Остапенко з результатом 29.41 секунд. 16 травня 2009 року відбувся «Чемпіонат у рамках дня Європи в Україну», переміг Роман Остапенко з результатом 26.82 секунди. 6 червня 2010 року був «Чемпіонат Києва» в рамках благодійного марафону «Чарівне містечко».
4 лютого 2011 року відбулося змагання швидкуберів — відкриття 2011 року. Змагання було проведене в таких дисциплінах:
- Куб 3х3
- Куб 2х2
- Куб 4х4

Переможець змагання — Іван Винник, з результатом 14.04 секунди.
Також кожні 2 тижня у Києві проходять зустрічі куберів.
Поточний рекорд зі швидкубінгу в Україні належить Микиті Титарю
На Ukrainian Nationals 2018 - Найшвидша спроба Микити склала 5.34 секунд для збірки кубику 3х3х3, а середній результат становив 7.54 секунд
В 2019 році на Kyiv Super Blind було показано 4 за швидкістю у світі результат зі збірки кубику 3х3 всліпу (23.27 с, рекорд Європи на той час). 

## Термінологія
АлгоритмПорядок дій визначеної послідовності ходів, що використовується для ефекту конкретних змін на кубі.
BLDРозв'язання з зав'язаними очима, для чого потрібно запам'ятати розташування певних елементів, і в кінцевому етапі розв'язати (з англ. BLinD).
Центральний елементОдин з шести центрів кожної з граней куба. Центри ніколи не рухаються відносно один одного на кубі NxNxN, де N непарне.
Кутовий елементОдин з 8 елементів (для куба 3х3х3), що мають 3 сторони (3 наліпки різного кольору).
Боковий елементОдин з 12 елементів (для куба 3х3х3), що мають 2 сторони (2 наліпки різного кольору).
ЦиклНабір рухів для зміни позиції елементів куба. Наприклад, цикл для зміни елементів A B C в положення C A B.
DNFВипадок під назвою «Не фінішував», коли учасник приймає рішення не продовжувати вирішення головоломки (з англ. Did Not Finish).
DNSВипадок під назвою «Не стартував», використовуваний у змаганнях, коли учасник не почав збірку, у зв'язку з певними причинами (з англ. Did Not Start).
F2BПерші два блоки (з англ. First TWO Blocks).
F2LПерші два шари (з англ. First TWO Layers).
F2L методМетод, який містить вирішення першого і другого шарів одночасно.
CLLКути останнього шару. Це перший з двох кроків, щоб вирішити останній шар кубу. У процесі, кутові елементи не можуть бути неорієнтовані. Це використовується в методі кутових елементів для останнього шару, в якому спочатку вирішуються всі кути, а потім бокові елементи. (див.: ELL).
ELLКраї останнього шару (бокові елементи). Другий з двох кроків, щоб вирішити останній шар куба, рішення бокових елементів без порушення орієнтації кутових (див.: CLL).
ШарОдин з розділів куба (Наприклад, стандартний кубик Рубіка має 3 шари).
LLОстанній шар (з англ. Last Layer).
МетодПоєднання кроків, які можуть бути використані для вирішення куб.
РухПоворот або подвійний поворот одного з шести граней або трьох шарів куба.
OLLРозв'язання останнього шару, зазвичай вживається по відношенню до відповідних кроків методу Джессіки Фрідріх.
OHРозв'язання однією рукою
PBОсобистий рекорд — особистий рекорд для вирішення головоломки. Він може бути результатом однієї спроби або спроби в середньому, в залежності від контексту.
PLLПерестановка елементів останнього шару. Зазвичай використовується по відношенню до відповідних кроків методик Д. Фрідріх.
ПопСитуація, коли під час розв'язання головоломки один або декілька елементів вилітають з кубика.
UWRНеофіційний світовий рекорд.
WCAВсесвітня асоціація кубів, міжнародний керівний орган, що відповідає за офіційні змагання.
WRСвітовий рекорд, який заносить результат учасника до світової бази даних і визначає його рейтинг.